# Pierre-Jean Braecke
Pierre-Jean Braecke, né Pieter-Jan ou Petrus Johannes Braecke à Nieuport le 4 octobre 1858 et mort à Nossegem le 10 ou 12 novembre 1938, est un sculpteur et médailleur belge.
Il est rattaché aux mouvements du réalisme et de l'Art nouveau.

## Biographie
Pierre-Jean Braecke est issu d'un milieu modeste : son père était menuisier. Il révèle cependant des dons artistiques précoces. À l'âge de dix ans, il obtient le premier prix au concours de dessin des deux Flandres. il ne travaille que peu de temps comme apprenti chez son père. Il entre à 16 ans dans l'atelier du sculpteur Henri Pickery à Bruges, où il travaille la glaise, le plâtre, le bois et le marbre. Il continue sa formation à l'Académie de Louvain de 1878 à 1881. Il est reçu second du prix de Rome en 1882, derrière le lauréat Guillaume Charlier. Il travaille ensuite vers 1884 à Bruxelles dans l'atelier de l'ornemaniste Georges Houtstont, chez qui il rencontre probablement Victor Horta, avant d'entrer chez Paul De Vigne. Il expose ses premières œuvres originales aux Salons du cercle artistique L'Essor dès 1885.
À partir de 1889, ses œuvres traduisent des préoccupations sociales proches de celles de Constantin Meunier et son attention se porte vers le vécu des plus humbles, comme en témoignent L'Aveugle (1890), représentation d'un homme éprouvé, qui incarne toute la misère du monde, L'Hiver ou la bûcheronne (1892) ou encore Femmes de pêcheurs (1901).
En 1892, il est cofondateur du cercle artistique Pour l'art avec Jean Delville, Victor Rousseau et bien d'autres artistes pour la plupart dissidents du cercle de L'Essor. Le 12 novembre de la même année s'ouvre leur premier Salon auquel il participe. Il exposera ensuite pendant dix ans aux principaux Salons de Belgique et d'Europe, notamment à ceux du Champ de Mars à Paris. Il exécutera également un grand nombre de sculptures de plein air.
En 1901-1903, Pierre-Jean Braecke fait construire sa maison par Victor Horta au 31, rue de l'Abdication à Bruxelles.
En 1903, Pierre Braecke épouse son modèle, Elodea Romeo, une jeune femme italienne.
Pierre Braecke donne des cours de dessin à l'Académie des beaux-arts de Saint-Josse-ten-Noode, où un de ses élèves fut Jean-Jacques Gailliard, et en deviendra directeur.
Il poursuit sa collaboration avec son ami Victor Horta pour différentes expositions d'arts décoratifs. Ses sculptures orneront l'hôtel particulier du maître de l'Art nouveau, ainsi que les hôtels Solvay et Aubecq.
Après la Première Guerre mondiale il réalise de nombreux monuments commémoratifs.
Déjà membre des Académies d'Anvers et de Milan, Pierre Braecke est élu le 2 juillet 1925 à l'Académie royale des beaux-arts, Classe des beaux-arts, dont il devient directeur en 1931.
À la fin de sa vie, il dessine et peint en pur amateur.
Pierre-Jean Braecke meurt en 1938. Son monument funéraire sera érigé en 1943 par Victor Horta, secondé par le sculpteur de Jonckheere, d'après ses propres cartons.
Léandre Grandmoulin a sculpté son portrait en 1942, conservé à Bruxelles aux Musées royaux des Beaux-Arts de Belgique.

## Style
Son origine modeste le conduisit vers le réalisme et le désir de dénoncer la pauvreté, la souffrance, le labeur, dans un style inspiré d'abord de Constantin Meunier, ensuite d'Auguste Rodin. Mais son attachement aux Anciens, son admiration pour les maîtres italiens le rapprochèrent de l'idéalisme ou du culte de la beauté.

## Œuvres
- 1887 : Monument à Jan Breydel et Pieter de Coninck à Bruges (en collaboration).
- 1893 : Le Pardon, groupe exposé au Salon de Bruxelles[7].
- 1897 : Vers l'infini, ivoire et bronze doré, Bruxelles, musée Art et Histoire.
- 1897 : Saint Michel terrassant le dragon, statue sommitale de l'obélisque de la fontaine Anspach à Bruxelles.
- 1898 : L'Hiver ou La Vieille Bûcheronne, Jardin botanique de Bruxelles, d'après un petit modèle en bronze de Constantin Meunier.
- 1899 : Monument à Édouard Rémy (nl), Ladeuzeplein à Louvain.
- 1901 : Femmes de pêcheurs, œuvre qu'il exécutera vingt ans plus tard en marbre pour le musée de la Marine de Glasgow.
- 1920 : Dame Victoire, statue sommitale en bronze du Monument aux Morts de Court-Saint-Étienne.
- 1922 : Monument Camille Lemonnier, Bruxelles, jardins de l'abbaye de la Cambre.
- 1930 : Mémorial de l'Yser (« IJzergedenkteken ») à Nieuport.
- 1938 : Pèlerin avec enfant, Kerplein à Nossegem.
- Reliefs en terre cuite de la porte d'entrée de la maison-atelier du peintre Émile Fabry à Woluwe-Saint-Pierre.
- Groupe La Glorification de l'Art (en collaboration), Bruxelles, Musées royaux des Beaux-Arts de Belgique.
- Nombreux bustes et médailles de personnalités.

Œuvres de Pierre-Jean Braecke
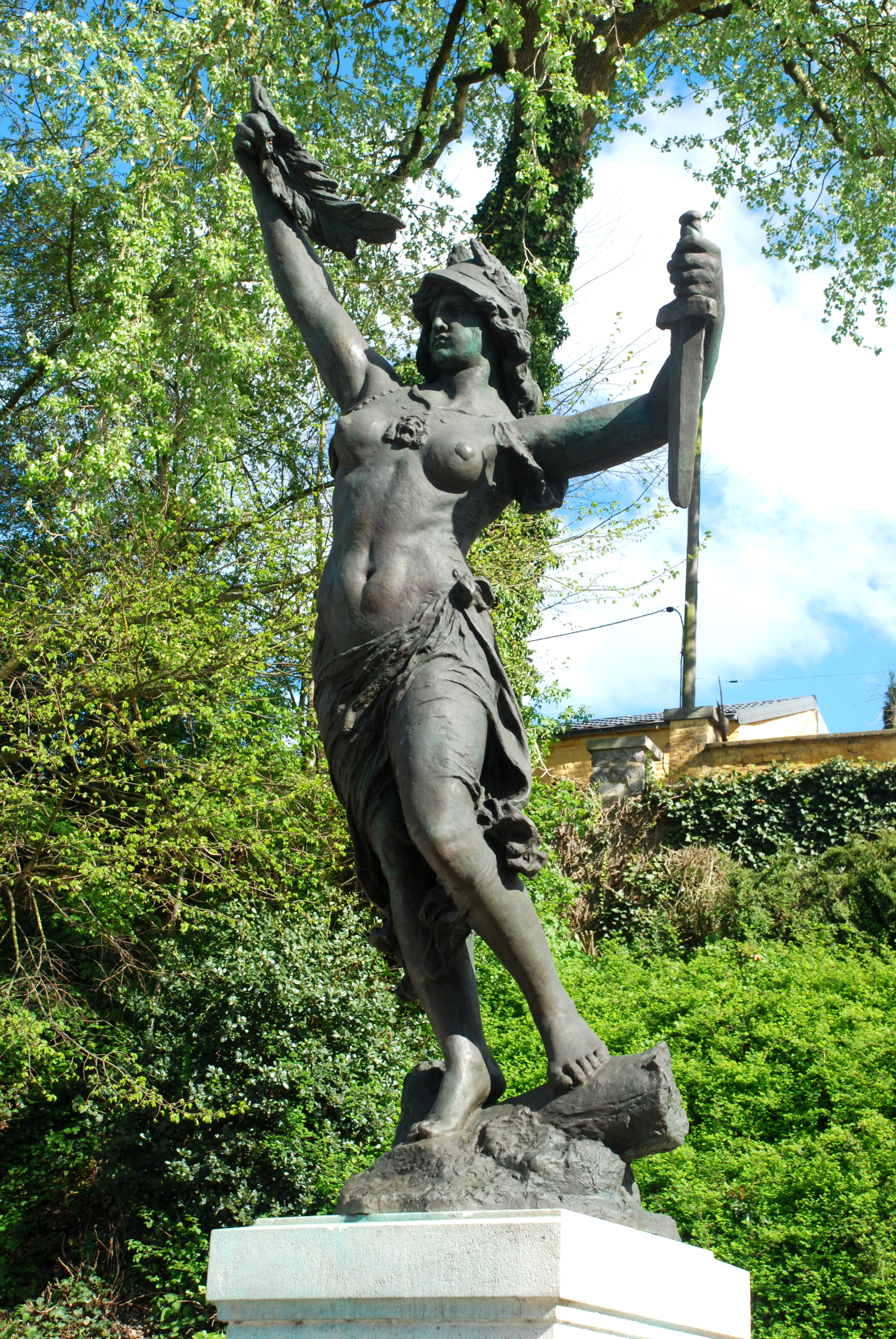
Monument aux Morts de Court-Saint-Étienne (1920), détail.
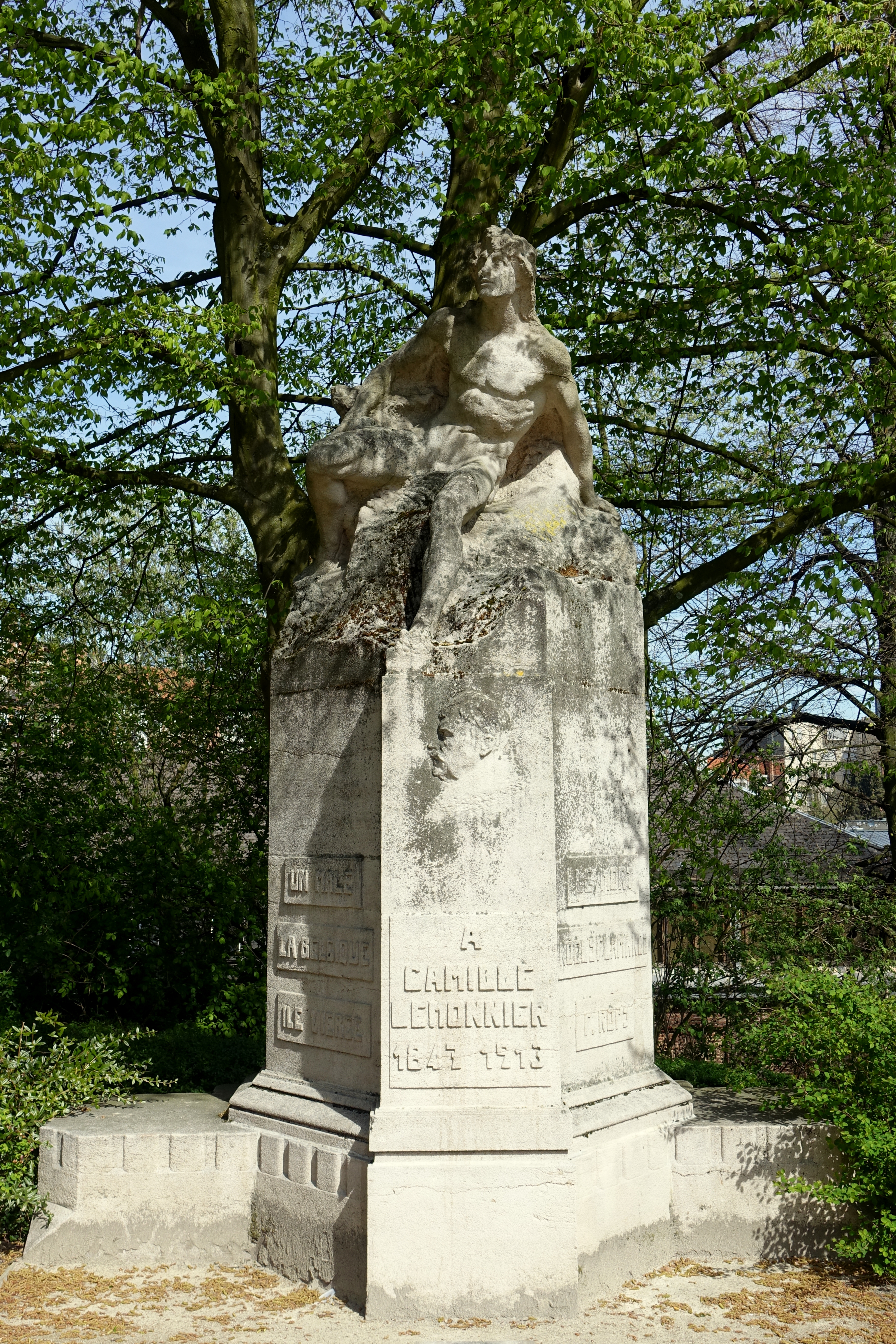
Monument Camille Lemonnier (1922), Bruxelles, jardins de l'abbaye de la Cambre.
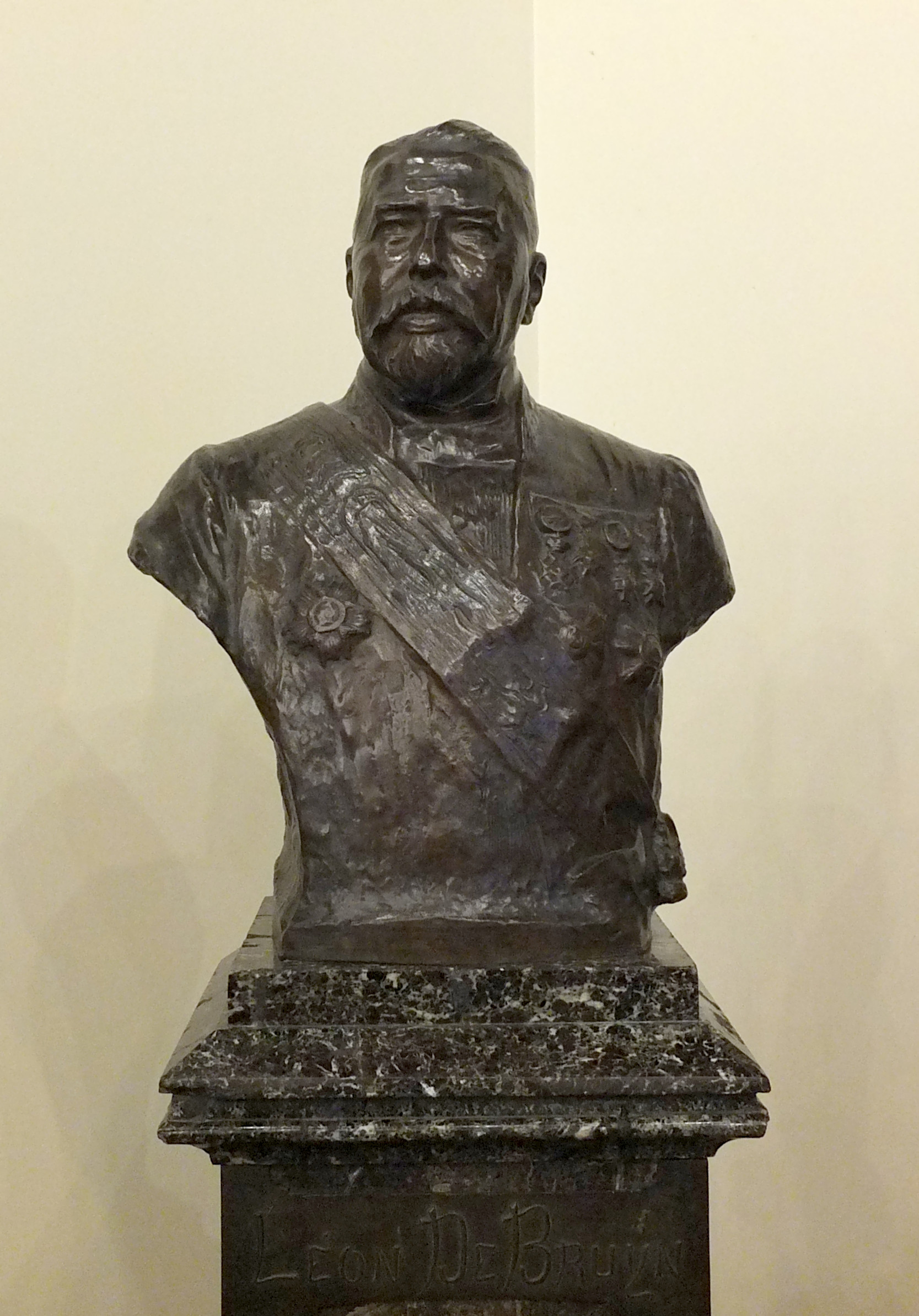
Buste de Léon de Bruyn, bourgmestre de Termonde, hôtel de ville de Termonde.

## Distinctions et récompenses
- Chevalier de l'ordre de Léopold (8 mai 1896)[8].
- Grand officier de l'ordre de Léopold.
- Grand officier de l'ordre de la Couronne.
- Médailles et grands prix : Bruxelles (1889), Chicago (1893), Munich (1896), Venise (1897), Barcelone (1898), Dresde (1901), Saint-Louis (1904).
- 1900 : médaille d'or à l'Exposition universelle de Paris, pour Fleur de Serre.
- Grands prix aux expositions d'arts décoratifs : Turin (1902), Milan (1906), Paris (1925).